# Скотт Бредлі (музикант)
Скотт Бредлі (англ. Scott Bradlee; 19 вересня 1981 — американський музикант, піаніст, аранжувальник. Широко відомий завдяки відеозаписам на YouTube його колективу Postmodern Jukebox (PMJ), що виконує кавери на популярну музику у стилях різних часів.
Бредлі виріс у Нью-Джерсі. Дванадцяти років вперше закохався у джаз, почувши Rhapsody in Blue Джорджа Гершвіна
Вчився у Гартфордському університеті.
Бредлі став успішним виконавцем на нью-йоркській джазовій сцені, був музичним керівником інтерактивного театру Sleep No More на БродвеЇ.
У пошуках творчого натхнення Бредлі почав переробляти та аранжувати популярну музику різних часів. 

2009 року він випустив Hello My Ragtime '80s, в якому включив регтайм на фортепіано в популярну музику з 1980-х років.
Після регулярних виступів та музичних експериментів на сцені ресторану Robert, він випустив збірку Mashups від Candlelight.
Бредлі здобув популярність 2012 року завдяки альбому A Motown Tribute To Nickelback, створеному у співпраці з місцевими музикантами, що представив пісні Nickelback, стилізовані під R&B 1960-х років.
2013 року Бредлі почав серйозно працювати над створенням Postmodern Jukebox, ротаційним музичним проектом, що випускає кавери поп-пісень у альтернативних стилях, насамперед таких, яки джаз, регтайм і свінг.

## Дискографія
- 2012  — Mashups by Candlelight
- 2013  — A Motown Tribute to Nickelback
- 2013  — Mashups by Candlelight, Vol. 2
- 2013  — Introducing Postmodern Jukebox (EP)
- 2014  — Twist is the New Twerk
- 2014  — Clubbin′ With Grandpa
- 2014  — Saturday Morning Slow Jams
- 2014  — Historical Misappropriation
- 2014  — A Very Postmodern Christmas
- 2015  — Selfies on Kodachrome
- 2015  — Emoji Antique
- 2015  — Swipe Right For Vintage
- 2015  — Top Hat On Fleek
- 2016  — PMJ And Chill
- 2016  — Swing the Vote!
- 2016  — PMJ Is For Lovers (The Love Song Collection)
- 2016  — Squad Goals
- 2017  — 2017 33 Resolutions Per Minute
- 2017  — Fake Blues